# Paul Sentenac
Pour les articles homonymes, voir Sentenac.
Paul Pierre Joseph Jules Sentenac dit Paul Sentenac, né le 2 décembre 1884 à Toulouse et mort le 5 avril 1958 est un homme de lettres et critique d'art français.

## Biographie
Paul Sentenac est le fils de Jean-Pierre Sentenac, conducteur des Ponts-et-chaussées à Toulouse. Après l'obtention d'un baccalauréat es-lettres il fait des études de droit, et obtient licence et doctorat. Il consacre sa thèse à De la Force majeure et du cas fortuit dans les transports par chemins de fer. De 1904 à 1908 il exerce la profession d'avocat à Toulouse. Parallèlement, il commence à écrire des critiques d'art pour des journaux toulousains. À partir de 1909, il est à Paris et écrit notamment  pour L'Événement, Paris-Journal, La Renaissance des arts, L'Information, le quotidien L'Art et les Artistes. Il publie des ouvrages, dont certains sont des reprises de ses articles, consacrés à des artistes. Il est également l'auteur de poèmes et de romans.
Il est membre de diverses associations et organisations comme le Syndicat de la presse artistique, la Société des gens de lettres, le Salon d'Automne, et est le fondateur du Groupe occitan (1921) puis du Salon des indépendants occitans (1926), organisations à travers lesquelles il monte de nombreuses expositions.
Sentenac était marié à la poète Suzanne Teissier (1887-1936).

## Décorations
- Officier de la Légion d'honneur. Paul Sentenac est nommé chevalier de la Légion d'honneur  le 31 décembre 1931 et promu officier le 13 octobre 1955[4].
- Officier d'académie. Il est officier d'académie depuis le 7 avril 1932.

## Écrits

### Biographies et critiques d'art
- La Guirlande des masques, portraits consacrés à quelques peintres, sculpteurs et dessinateurs modernes, préface de Gustave Geffroy, Paris, E. de Boccard, 1920[5].
- Pierrot et les Artistes. Mémoires de l'ami Pierrot, présentés par Suzanne Teissier, illustrations de Jacques Drésa, André Frayé, Pierre Laprade, Henri Montassier, Fortuné Paillot, Gustave Pimienta, Édouard-Marcel Sandoz, Antoine Watteau, Paris, Éditions Sansot, R. Chiberre éditeur,  1923; rééd. 1929, 71 p.
- Histoire d'un parfumeur : Jean-François Houbigant, préface de Jean Richepin, illustrations de Bernard Naudin, Paris, Draeger frères, 1925.
- [préface] Petites églises de la guerre, album de bois dessinés et gravés aux armées par le brigadier Gaspard Maillol, Paris, éditions du Pégase, 1926 — lire en ligne sur Gallica.
- Figures et paysages d'Occitanie, Carcassonne, éditions d'art M. Jordy, 1929.
- Hubert Robert, monographie avec 60 planches en héliogravure, coll. « Maîtres de l'art ancien », Paris, éditions Rieder, 1929[6].
- Dans la ronde des couleurs, suite et variétés sur l'art moderne avec des reproductions et des bois gravés originaux, Paris, Éd. du Cygne, 1932.
- Aristide Maillol, Paris, H.-G. Peyre, 1937[7].
- Louis Ducatel,  préface d'Émile Baes, Paris, Éd. de la Tour du Guet, 1952.
- Le vin et les artistes, préface d'André Nougaret, présentation de Léon Douarche, avec deux poèmes de Suzanne Tessier, bois gravés d'Auguste Rouquet et de Louis Claudel, Béziers, Association de propagande pour le vin, s.d.

### Poésies et romans
- Tout mon cœur par tous les chemins, poèmes, Paris, Bernard Grasset, 1911.
- La Lame et le fourreau, roman, Paris, R. Chiberre, 1921.
- Le Jardin des images, poèmes, avec 2 dessins de Pierre Laprade et un portrait de l'auteur par André Frayé, Paris, A. Redier, 1929.